# ソフィー・オダ
ソフィー・オダ（Sophie Oda, 1991年10月23日 - ）は、アメリカ合衆国サンフランシスコ出身の女優である。

## 出演作品

### テレビ
- ビッグバン★セオリー/ギークなボクらの恋愛法則
- スイート・ライフ オン・クルーズ
- スイート・ライフ（バーバラ）